# Drenarka
Drenarka - urządzenie melioracyjne (wąż z PCW z otworkami umieszczony pod powierzchnią ziemi lub rurki ceramiczne), służące do odprowadzania nadmiaru wody z gruntu (torfowisk, zagłębień ziemnych, miejsc podmokłych przeznaczonych pod budowę) w celu jego osuszenia. Woda odprowadzana może być do rowów, rzek, stawów lub innych magazynów wody. Drenarka może służyć również do nawadniania. Prawidłowe działanie drenarki w zależności od przeznaczenia zależy od kierunku spadu kładzionego węża lub ceramiki.